# Pseudohaetera hypaesia
Pseudohaetera hypaesia är en fjärilsart som beskrevs av William Chapman Hewitson 1854. Pseudohaetera hypaesia ingår i släktet Pseudohaetera och familjen praktfjärilar. Inga underarter finns listade.

## Bildgalleri

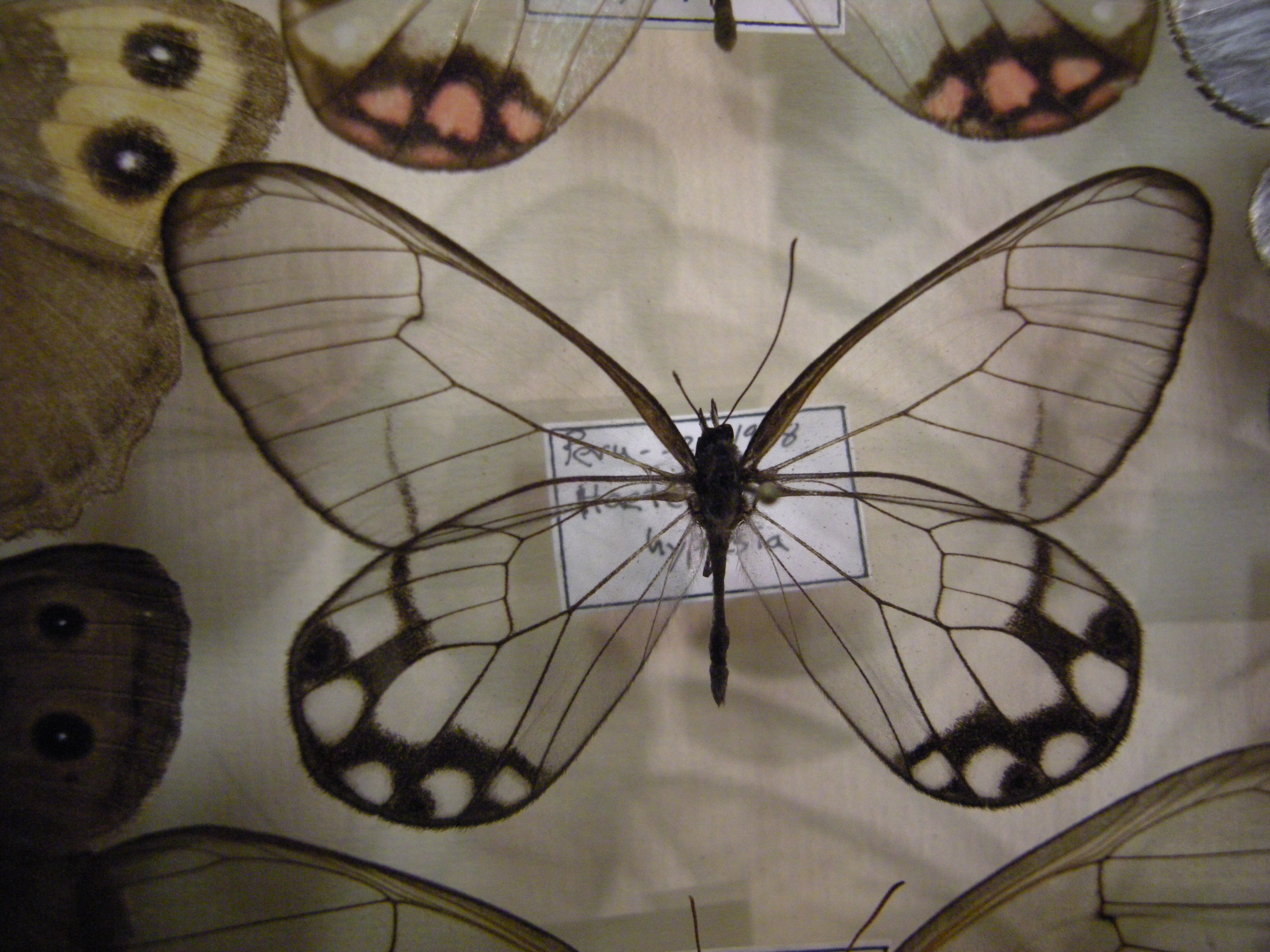
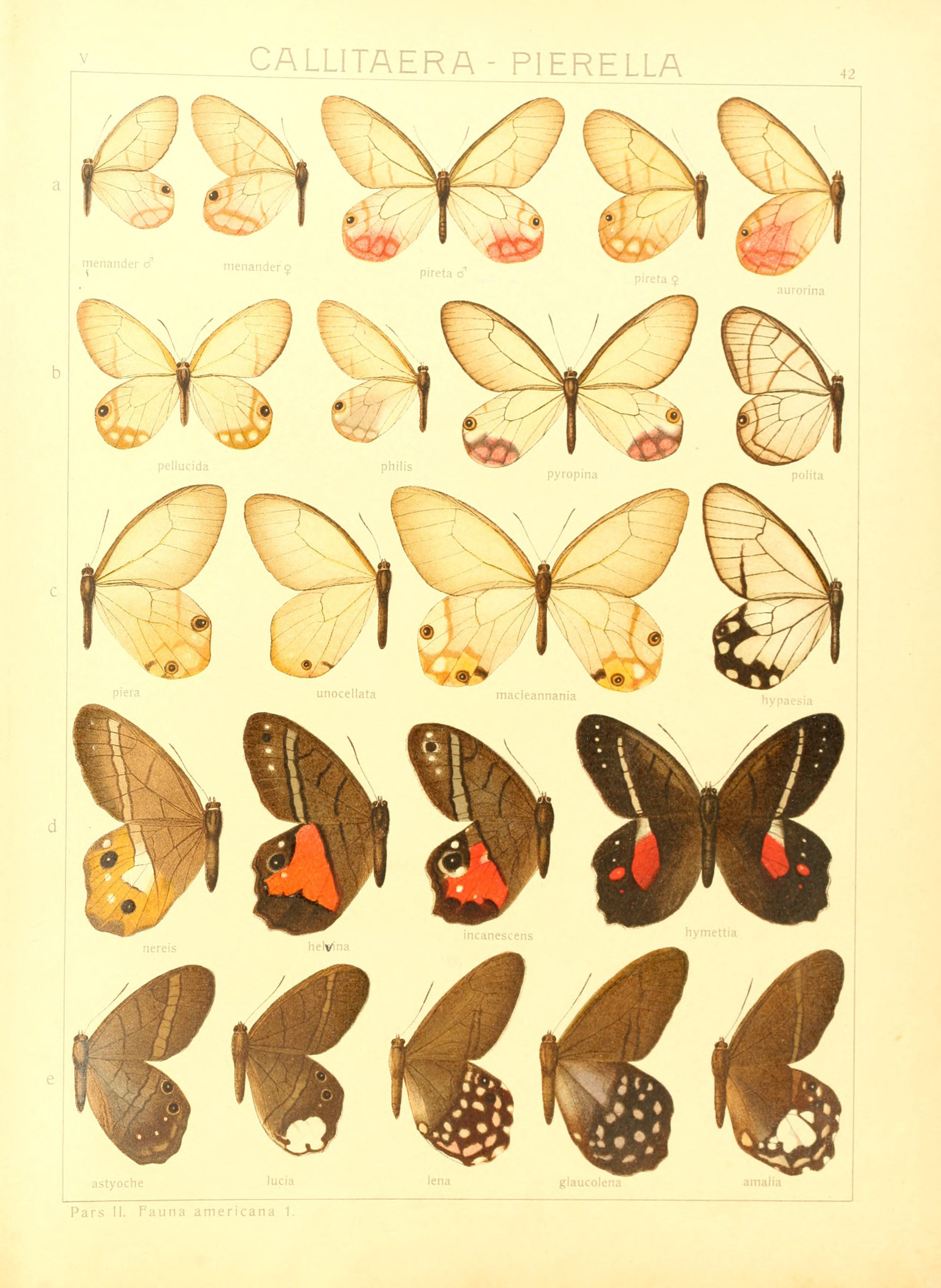